# Волув (гмина)
Волув (пол. Wołów) — городско-сельская гмина (волость) в Польше, входит как административная единица в Волувский повет, Нижнесилезское воеводство. Население — 22 609 человек (на 2004 год).

## Демография
| Перепись                       | Всего   | Всего | Женщины | Женщины | Мужчины | Мужчины |
| ------------------------------ | ------- | ----- | ------- | ------- | ------- | ------- |
| Единицы                        | человек | %     | человек | %       | человек | %       |
| Население                      | 22 609  | 100   | 11 564  | 51,1    | 11 045  | 48,9    |
| Плотность населения (чел./км²) | 68,3    | 68,3  | 34,9    | 34,9    | 33,4    | 33,4    |

## Сельские округа
1. Борашин
2. Божень
3. Дембно
4. Домашкув
5. Гарвул
6. Глиняны
7. Голина
8. Грудек
9. Стружа
10. Кшидлина-Мала
11. Кшидлина-Велька
12. Липница
13. Любёнж
14. Лососёвице
15. Микожице
16. Милч
17. Мочидльница-Дворска
18. Клопотувка
19. Мойенцице
20. Конты
21. Нешковице
22. Павлошево
23. Лазажовице
24. Пелчин
25. Врублево
26. Пётронёвице
27. Правикув
28. Прошкова
29. Ратае
30. Рудно
31. Сёдлковице
32. Славовице
33. Стары-Волув
34. Стеншув
35. Стобно
36. Бискупице
37. Страшовице
38. Жыхлин
39. Тархалице
40. Водница
41. Ускож-Малы
42. Ускож-Вельки
43. Важенгово
44. Смаркув
45. Вжосы
46. Кретовице
47. Загужице
48. Перуша

## Соседние гмины
1. Гмина Бжег-Дольны
2. Гмина Мальчице
3. Гмина Оборники-Слёнске
4. Гмина Проховице
5. Гмина Прусице
6. Гмина Сцинава
7. Гмина Сьрода-Слёнска
8. Гмина Виньско